# Sophie Hedvig af Sachsen-Lauenburg
Sophie Hedvig af Sachsen-Lauenburg (24. maj 1601 – 21. marts 1660) var en tysk prinsesse, der var datter af hertug Frans 2. af Sachsen-Lauenburg og gift med hertug Philip af Slesvig-Holsten-Sønderborg-Glücksborg.

## Biografi
Sophie Hedvig blev født den 24. maj 1601 i Lauenburg i Sachsen-Lauenburg som datter af hertug Frans 2. af Sachsen-Lauenburg i hans ægteskab med Maria af Braunschweig-Wolfenbüttel.
Hun giftede sig den 23. maj 1624 i Amt Neuhaus nær Boizenburg med hertug Philip af Slesvig-Holsten-Sønderborg-Glücksborg, en søn af hertug Hans den Yngre af Slesvig-Holsten-Sønderborg. De fik fjorten børn.
Hertuginde Sophie Hedvig døde 58 år gammel den 21. marts 1660 på Glücksborg Slot. Hertug Philip overlevede sin hustru med 3 år og døde 79 år gammel den 27. september 1663.

## Børn
- Hans (23. juli 1625 – 4. december 1640)
- Frans (20. august 1626 – 3. august 1651)
- Christian (19. juni 1627 – 17. november 1698)

∞ Sybille Ursula af Braunschweig-Wolfenbüttel
∞ Agnes Hedvig af Slesvig-Holsten-Sønderborg-Plön
- Maria Elisabeth (1628–1664)

∞ Georg Albrecht af Brandenburg-Kulmbach
- Karl Albrecht (11. september 1629 – 26. november 1631)
- Sophie Hedvig (7. oktober 1630 – 27. september 1652)

∞ Hertug Moritz 1. af Sachsen-Zeitz
- Adolf (21. oktober 1631 – 7. februar 1658)
- Augusta (27. juni 1633 – 26. maj 1701)

∞ Hertug Ernst Günther 1. af Slesvig-Holsten-Sønderborg-Augustenborg
- Christine (22. september 1634 – 20. maj 1701)

∞ Hertug Christian 1. af Sachsen-Merseburg
- Dorothea Sophie (28. september 1636 – 6. august 1691)

∞ Hertug Christian Ludvig af Braunschweig-Lüneburg
∞ Kurfyrst Frederik Vilhelm 1. af Brandenburg
- Magdalene (27. februar 1639 – 21. marts 1640)
- Hedvig (21. marts 1640 – 31. januar 1671)
- Anne Sabine (10. oktober 1641 – 20. juli 1642)
- Anne (14. januar 1643 – 24. februar 1644

 Der er for få eller ingen kildehenvisninger i denne artikel, hvilket er et problem. Du kan hjælpe ved at angive troværdige kilder til de påstande, som fremføres i artiklen.